# Rhodospatha latifolia
Rhodospatha latifolia är en kallaväxtart som beskrevs av Eduard Friedrich Poeppig. Rhodospatha latifolia ingår i släktet Rhodospatha och familjen kallaväxter. Inga underarter finns listade.

## Bildgalleri

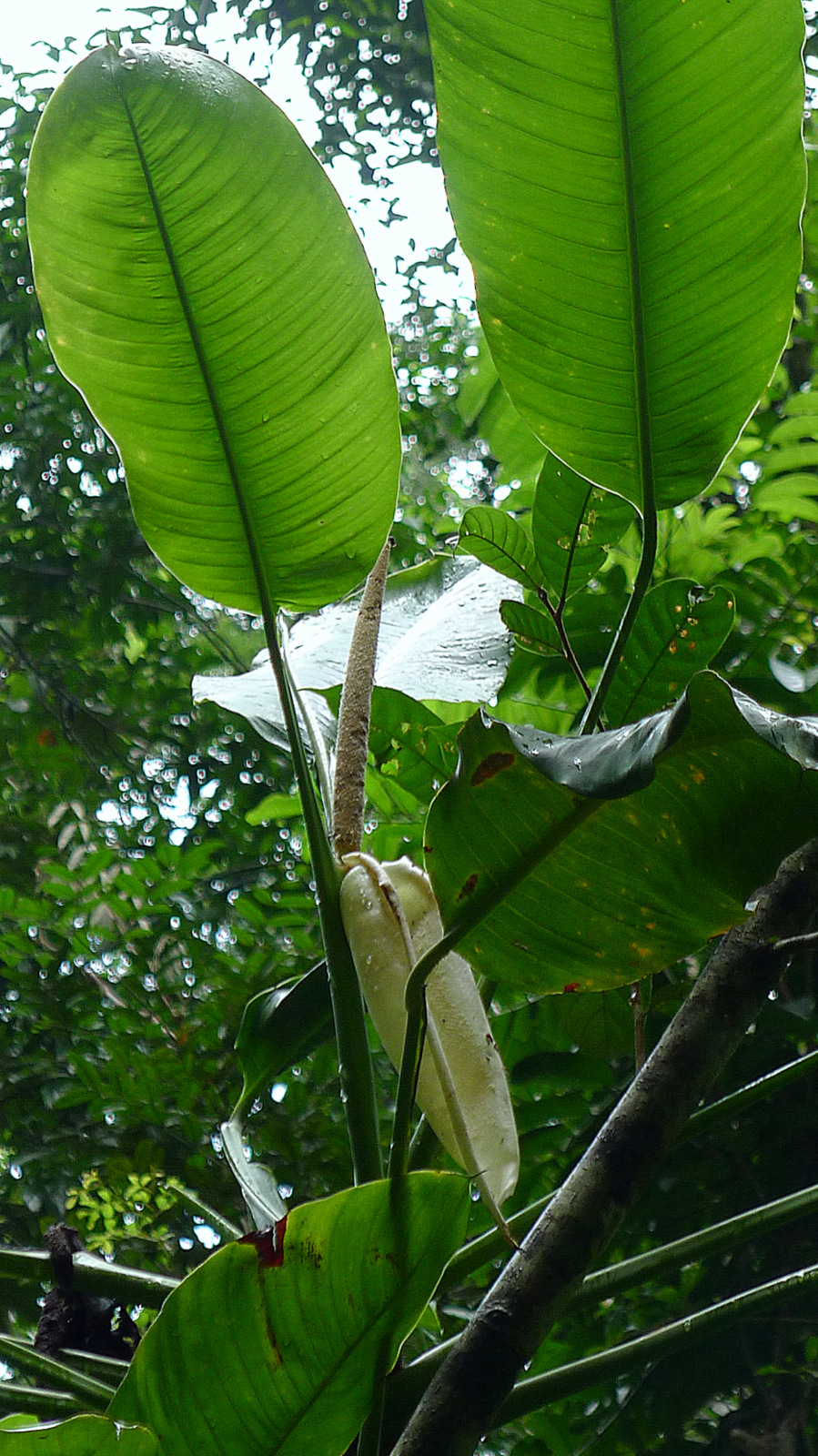
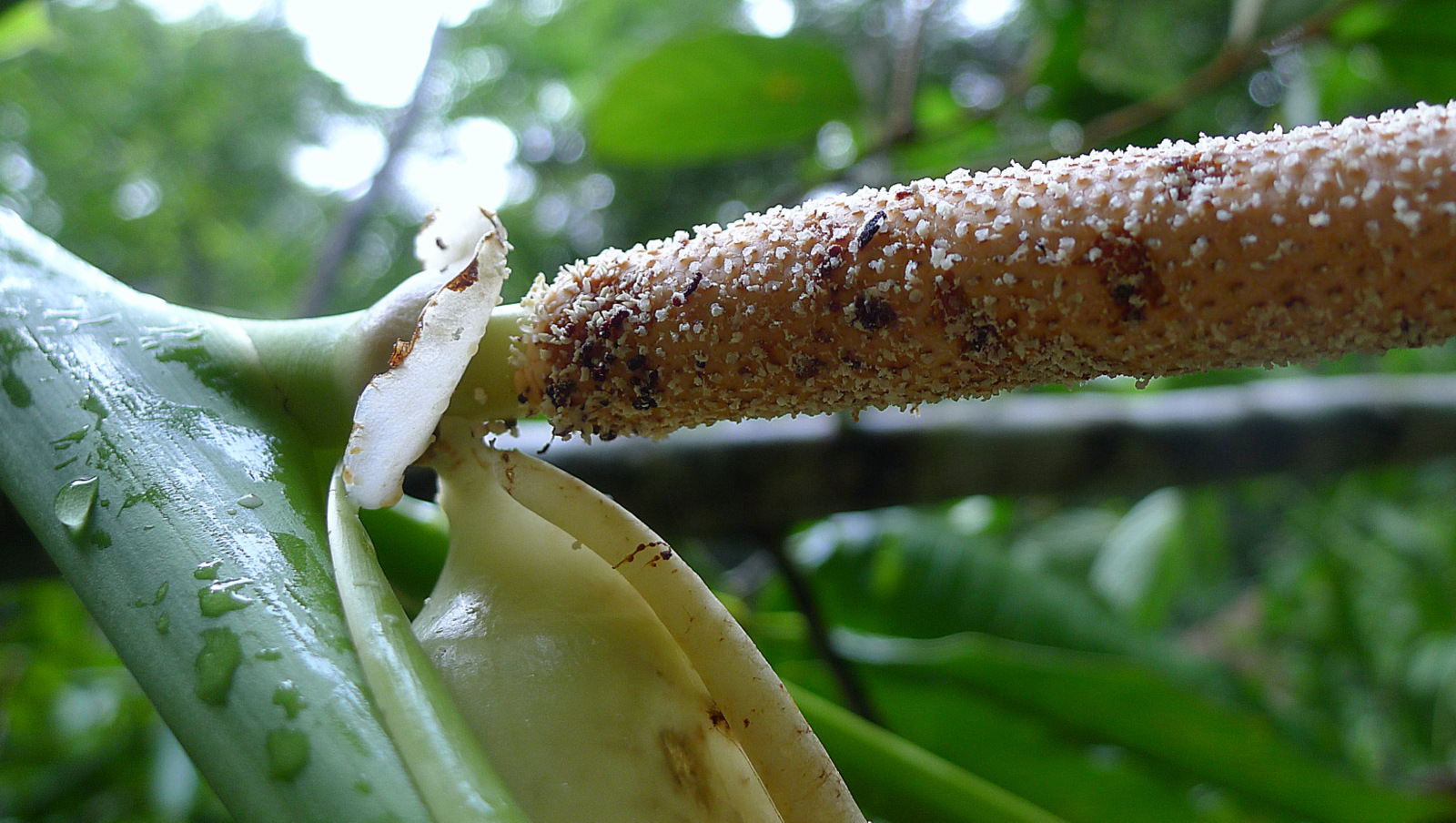
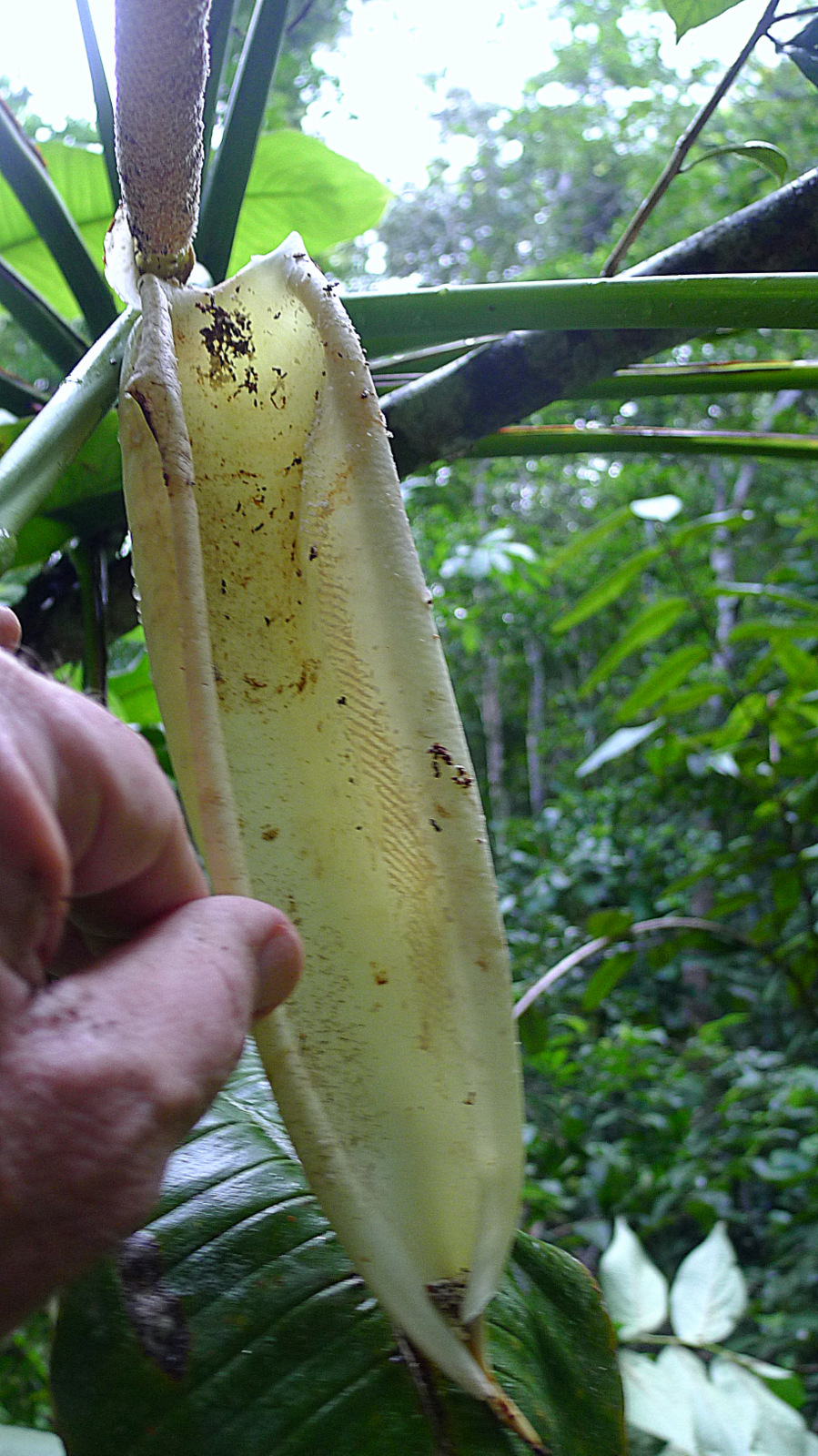
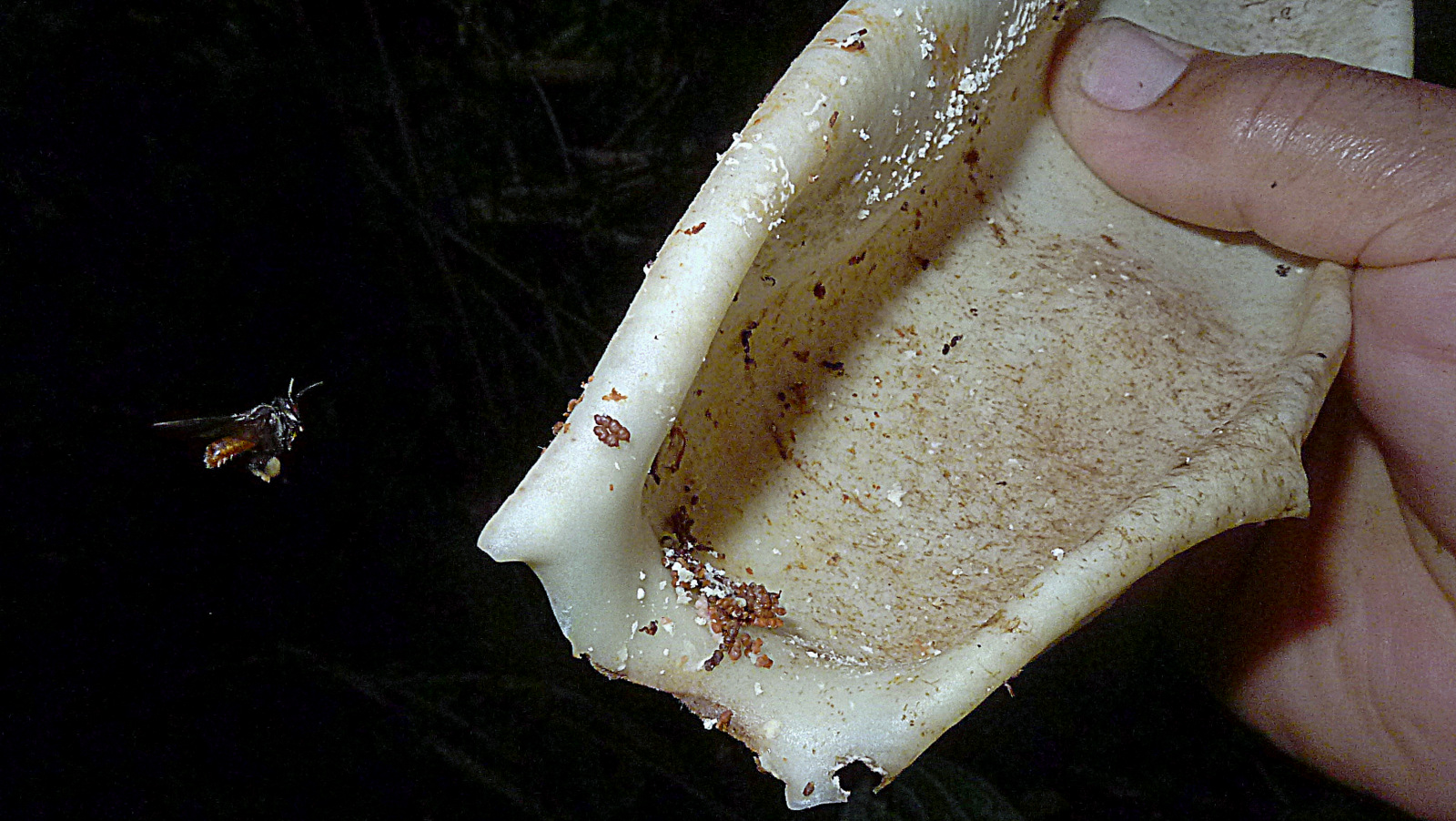
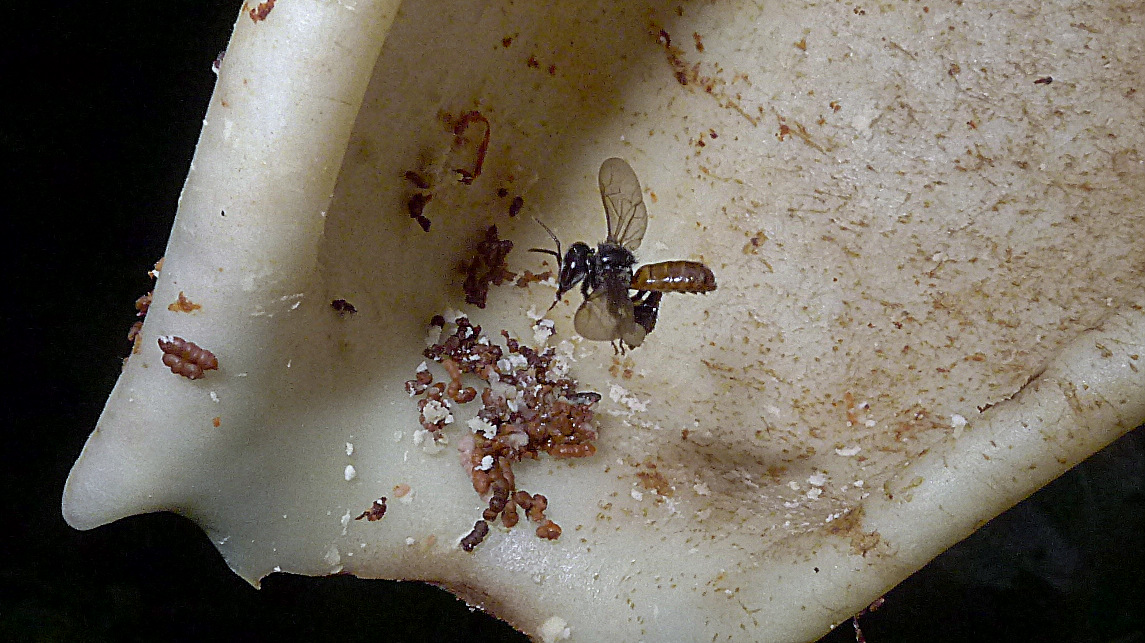
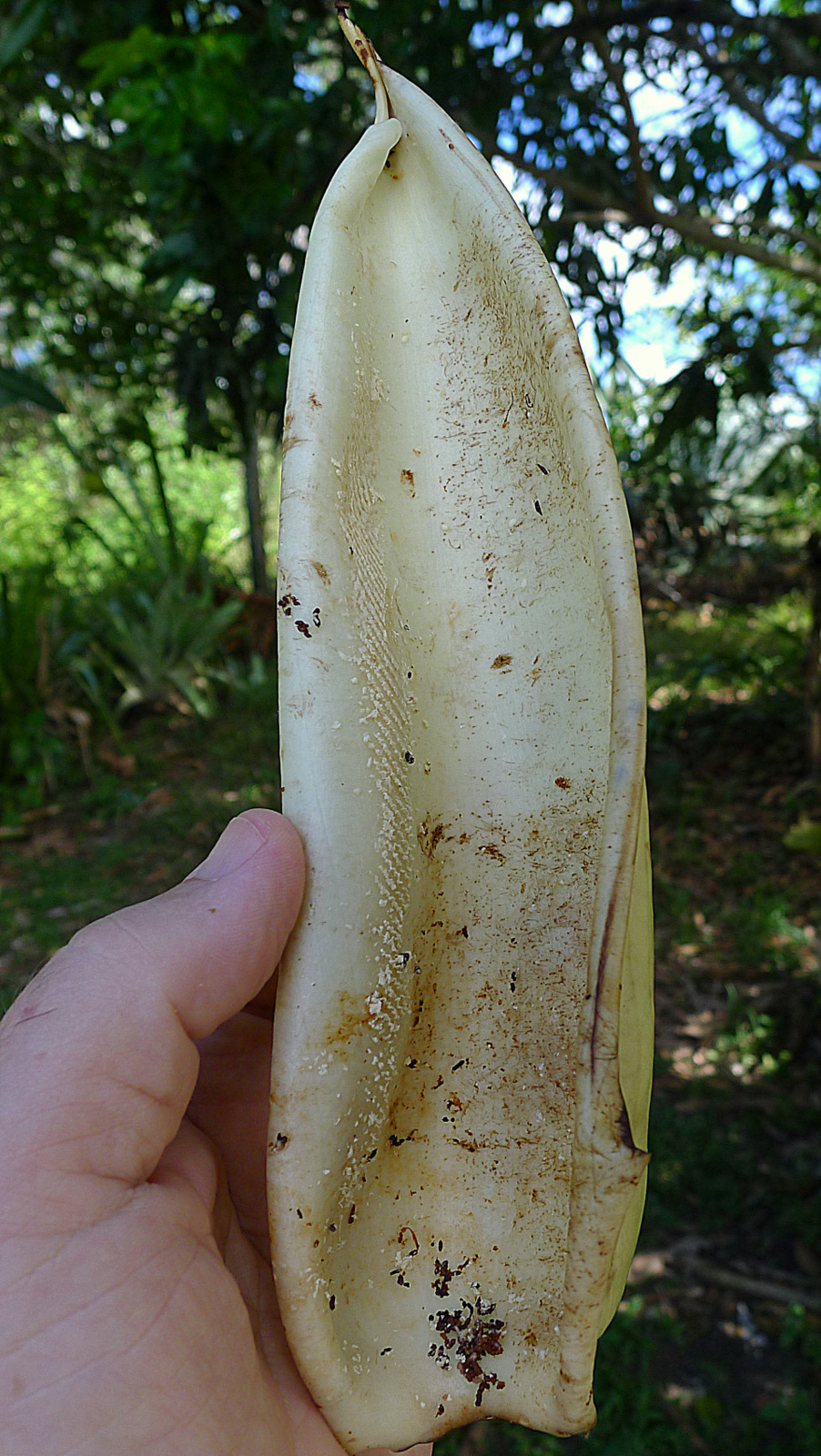